# Kermit Washington
Kermit Alan Washington (nacido el 17 de septiembre de 1951 en Washington D. C.) es un exjugador de baloncesto estadounidense que disputó 10 temporadas en la NBA. Con 2,03 metros de altura, jugaba en la posición de ala-pívot.

## Trayectoria deportiva

### Universidad
Jugó durante cuatro temporadas con los Eagles de la American University, con los que fue elegido en dos ocasiones All-American. En el total de su carrera universitaria promedió 20,1 puntos y 20,2 rebotes por partido. Se graduó en psicología.

### Profesional
Fue elegido en la quinta posición del Draft de la NBA de 1973 por Los Angeles Lakers, equipo al que perteneció durante cuatro temporadas y media, pero donde siempre jugó saliendo desde el banquillo. Su momento más recordado fue en un partido que se enfrentaban los Lakers contra Houston Rockets, el 9 de diciembre de 1977. Se organizó una tangana en medio del campo en la que se vio involucrado. En ese momento, Rudy Tomjanovich, de los Rockets, corrió hacia allí, recibiendo un brutal puñetazo en la cara por parte de Washington. El golpe, que pilló por sorpresa a Tomjanovich, fracturó su mandíbula, dejándolo inconsciente en mitad de la pista. A consecuencia del incidente, fue suspendido por la liga durante 60 días, perdiéndose 26 partidos, y condenado a pagar 10 000 dólares, la mayor sanción de la historia de la NBA en ese momento. Tomjanovich, por el que en un principio se temió por su vida, tardó 5 meses en recuperarse de la fractura, regresando de nuevo a la liga con total éxito.
Mediada la temporada 1977-78 fue traspasado a Boston Celtics, recalando al año siguiente en San Diego Clippers, donde solamente jugó una temporada, pero mostrando un buen nivel tanto en ataque, promediando 11,3 puntos por partido, como en defensa, capturando 9,8 rebotes por noche. Al año siguiente entraría en la operación que llevaría a Bill Walton a San Diego, mientras que Washington acabaría en Portland Trail Blazers. Allí jugó sus mejores años, siendo elegido en 1980 para disputar su único All-Star Game,  y acabando la temporada siendo elegido en el segundo mejor quinteto defensivo de la liga, tras promediar 13,4 puntos, 10,5 rebotes y 1,6 tapones por partido. Al año siguiente repetiría en el segundo mejor quinteto defensivo, pero una lesión le apartó de las pistas en la temporada 1981-82. Regresaría brevementa a las pistas de juego en 1987, para jugar 6 partidos con Golden State Warriors, antes de retirarse definitivamente.
En el total de su trayectoria profesional promedió 9,2 puntos y 8,3 rebotes por partido.

## Estadísticas de su carrera en la NBA

### Temporada regular
| Temporada | Edad | Equipo                 | Liga | P   | TIT | MIN  | TC  | TCA | %TC  | 3P  | 3PA | %3P  | TL  | TLA | %TL   | R.OF. | R.DEF. | REB  | ASIS | ROB | TAP | PER | FP  | PTS  |
| 1973-74   | 22   | Los Angeles Lakers     | NBA  | 45  |     | 8.9  | 1.6 | 3.4 | .483 |     |     |      | 0.6 | 1.1 | .531  | 1.4   | 1.9    | 3.3  | 0.4  | 0.5 | 0.4 |     | 1.7 | 3.8  |
| 1974-75   | 23   | Los Angeles Lakers     | NBA  | 55  |     | 17.3 | 1.6 | 3.8 | .420 |     |     |      | 1.3 | 2.2 | .590  | 1.9   | 4.4    | 6.4  | 1.2  | 0.5 | 0.6 |     | 2.8 | 4.5  |
| 1975-76   | 24   | Los Angeles Lakers     | NBA  | 36  |     | 13.7 | 1.1 | 2.5 | .433 |     |     |      | 1.3 | 1.8 | .682  | 1.4   | 3.2    | 4.6  | 0.6  | 0.3 | 0.7 |     | 2.1 | 3.4  |
| 1976-77   | 25   | Los Angeles Lakers     | NBA  | 53  |     | 25.3 | 3.6 | 7.2 | .503 |     |     |      | 2.5 | 3.5 | .706  | 3.4   | 5.8    | 9.3  | 0.9  | 0.8 | 1.0 |     | 3.5 | 9.7  |
| 1977-78   | 26   | TOTAL                  | NBA  | 57  |     | 28.4 | 4.3 | 8.9 | .487 |     |     |      | 3.0 | 4.3 | .691  | 3.8   | 7.0    | 10.8 | 1.3  | 0.8 | 1.1 | 1.9 | 3.3 | 11.6 |
| 1977-78   | 26   | Los Angeles Lakers     | NBA  | 25  |     | 30.0 | 4.4 | 9.8 | .451 |     |     |      | 2.7 | 4.4 | .618  | 4.4   | 6.8    | 11.2 | 1.2  | 0.8 | 1.0 | 2.1 | 3.0 | 11.5 |
| 1977-78   | 26   | Boston Celtics         | NBA  | 32  |     | 27.1 | 4.3 | 8.2 | .521 |     |     |      | 3.2 | 4.3 | .750  | 3.3   | 7.2    | 10.5 | 1.3  | 0.9 | 1.3 | 1.7 | 3.6 | 11.8 |
| 1978-79   | 27   | San Diego Clippers     | NBA  | 82  |     | 33.7 | 4.3 | 7.6 | .562 |     |     |      | 2.8 | 4.0 | .688  | 3.6   | 6.1    | 9.8  | 1.5  | 1.0 | 1.5 | 2.3 | 3.9 | 11.3 |
| 1979-80   | 28   | Portland Trail Blazers | NBA  | 80  |     | 33.2 | 5.3 | 9.5 | .553 | 0.0 | 0.0 | .000 | 2.9 | 4.5 | .642  | 4.1   | 6.5    | 10.5 | 2.1  | 0.9 | 1.6 | 2.1 | 3.8 | 13.4 |
| 1980-81   | 29   | Portland Trail Blazers | NBA  | 73  |     | 29.0 | 4.5 | 7.8 | .569 | 0.0 | 0.0 | .000 | 2.5 | 3.9 | .628  | 3.2   | 6.2    | 9.4  | 2.0  | 1.2 | 1.2 | 2.0 | 3.5 | 11.4 |
| 1981-82   | 30   | Portland Trail Blazers | NBA  | 20  | 4   | 20.9 | 1.9 | 3.9 | .487 | 0.0 | 0.0 |      | 1.2 | 2.1 | .585  | 2.0   | 3.9    | 5.9  | 1.5  | 0.5 | 0.8 | 1.0 | 2.8 | 5.0  |
| 1987-88   | 36   | Golden State Warriors  | NBA  | 6   | 1   | 9.3  | 1.2 | 2.3 | .500 | 0.0 | 0.0 |      | 0.3 | 0.3 | 1.000 | 1.5   | 1.7    | 3.2  | 0.0  | 0.7 | 0.7 | 0.7 | 2.2 | 2.7  |
| TOTALES   |      |                        | NBA  | 507 | 5   | 25.3 | 3.5 | 6.7 | .526 | 0.0 | 0.0 | .000 | 2.2 | 3.3 | .656  | 3.0   | 5.3    | 8.3  | 1.4  | 0.8 | 1.1 | 2.0 | 3.2 | 9.2  |

### Playoffs
| Temporada | Edad | Equipo                 | Liga | P | MIN | TCA | TC | 3PA | 3P | TLA | TL | R.OF. | REB | ASIS | ROB | TAP | PER | FP | PTS | %TC  | %3P  | %FT   | MIN  | PTS  | REB  | AST |
| 1973-74   | 22   | Los Angeles Lakers     | NBA  | 3 | 14  | 5   | 11 |     |    | 5   | 7  | 9     | 10  | 1    | 1   | 0   |     | 0  | 15  | .455 |      | .714  | 4.7  | 5.0  | 3.3  | 0.3 |
| 1979-80   | 28   | Portland Trail Blazers | NBA  | 3 | 121 | 13  | 26 | 0   | 1  | 5   | 8  | 12    | 31  | 6    | 1   | 4   | 4   | 9  | 31  | .500 | .000 | .625  | 40.3 | 10.3 | 10.3 | 2.0 |
| 1980-81   | 29   | Portland Trail Blazers | NBA  | 3 | 128 | 12  | 23 | 0   | 1  | 2   | 2  | 14    | 52  | 7    | 8   | 2   | 7   | 9  | 26  | .522 | .000 | 1.000 | 42.7 | 8.7  | 17.3 | 2.3 |
| TOTALES   |      |                        | NBA  | 9 | 263 | 30  | 60 | 0   | 2  | 12  | 17 | 35    | 93  | 14   | 10  | 6   | 11  | 18 | 72  | .500 | .000 | .706  | 29.2 | 8.0  | 10.3 | 1.6 |

## Vida posterior
Desde que se retiró, Washington ha creado restaurantes, y ha sido fundador de varias organizaciones caritativas. En 1995 fundó la denominada The 6th Man Foundation (Fundación del sexto hombre), conocida también como Project Contact Africa. Además, está involucrado en diversos trabajos de caridad en África. En el terreno deportivo, fue entrenador asistente del equipo de la NBA Development League de los Asheville Altitude durante un año, en el cual ganaron el título de campeones.